# Георг Лудвиг фон Фрайберг
Георг Лудвиг фон Фрайберг (на немски: Georg Ludwig von Freyberg; † 1561/1562 в Опфинген/част от Фрайбург) е фрайхер, благородник от стария швабски род Фрайберг в Баден-Вюртемберг.
Той е син на Лудвиг фон Фрайберг (1468 – 1545) и втората му съпруга Сибила Госенброт (1479 – 1521), богата единствена дъщеря на Георг Госемброт († 1502), финансов съветник на римско-немския крал Максимилиан I. Внук е на Михаел фон Фрайберг († 1489) и потомък на Хайнрих (Щубенраух) фон Фрайберг († сл. 1300). Роднина е на Лудвиг фон Фрайберг († 1480/1484), епископ на Констанц (1474 – 1480). Сестра му Йохана (Радегунда) фон Фрайберг се омъжва за Лудвиг фон Фрайберг. Полусестра му Сибила фон Фрайберг се омъжва за Йохан Адам фон Щайн-Жетинген († 15 август 1549).
Замъкът Фрайберг е унищожен през 1520 г. През 1530 г. Георг Лудвиг получава пари от баща си, за да купи господството Юстинген. Син му Михаел Лудвиг фон Фрайберг-Юстинген построява през 1567 г. на мястото на стария средновековен замък ренесансовия дворец Юстинген.

## Фамилия
Георг Лудвиг фон Фрайберг-Юстинген се жени за Катарина фон Лаубенберг, дъщеря на Йохан Каспар фон Лаубенберг († 1522) и София фон Мандах († сл. 1522). Те имат два сина:
- Михаел Лудвиг фон Фрайберг-Юстинген († 1582), фрайхер, женен на 16 февруари 1556 г. в Хайделберг за Фелицитас Ландшад фон Щайнах († 1570); родители на:
  - Георг Лудвиг фон Фрайберг-Юстинген (1574 – 1631)
- Фердинанд фон Фрайберг († ок. 1580/1584), женен за Вероника фон Папенхайм